# Bernhard Lehner
Bernhard Lehner (ur. 4 stycznia 1930 w Herrngiersdorf; zm. 24 stycznia 1944 w Ratyzbonie) – niemiecki Sługa Boży Kościoła katolickiego.

## Życiorys
Urodził się bardzo religijnej rodzinie. Na chrzcie nadano mu imię na cześć Bernarda z Clairvaux. W dniu 16 kwietnia 1939 roku przystąpił do pierwszej Komunii Świętej. Wstąpił do małego seminarium w Ratyzbonie, a w 1942 roku, mając 12 lat, otrzymał sakrament bierzmowania. Wkrótce potem zachorował na błonicę. Zmarł 24 stycznia 1944, a jego pogrzeb odbył się 27 stycznia, na który przybyło wtedy wielu wiernych. Został pochowany na małym cmentarzu Herrngiersdorf. W 1950 roku rozpoczął się jego proces beatyfikacyjny. 2 kwietnia 2011 roku papież Benedykt XVI ogłosił dekret o heroiczności jego cnót.